# مقاطعة دهقان آباد
مقاطعة دهقان آباد هي مقاطعة في ولاية قشقداريا في أوزبكستان، ومركزها مدينة قاره شينه.